# Государственный мемориальный музей Михаила Грушевского
Государственный мемориальный музей Михаила Грушевского — музей в городе Львов, посвящённый жизни и творческому труду Михаила Грушевского. Государственный мемориальный музей Михаила Грушевского во Львове основан в мае 1998 года, а торжественно открыт 22 августа 2000 года. Музей расположен в помещениях виллы, в которой жила семья Грушевских до 1914 года.

## Экспозиция
В музее хранится более 20 тысяч единиц музейных предметов — разнообразных реликвий Михаила Грушевского и его семьи, связанных со Львовом: фотографии, документы, книги, личные вещи. Дом с территорией площадью 0,38 га ограждены аутентичными воротами.
В музее действует шесть экспозиционных залов. В экспозиции представлено характеристику практически всех периодов жизни и труда Михаила Грушевского, однако особый акцент делается на освещении львовского периода жизни учёного (1894–1914). И это вполне понятно, поскольку особого внимания заслуживает самое плодотворное 20-летие биографии учёного-историка, проведенное им в Галиции, во Львове. Оно в полной мере раскрывает большой научный талант М. Грушевского как руководителя, организатора и основателя многих украинских институций (Научного общество им. Т. Шевченко, «Литературно-научного вестника», «Записок НТШ», «Украинско-Русского Издательского Союза» и др.), учёного, историка-исследователя, литературоведа, профессора Львовского университета, автора фундаментальных научных трудов: «История Украины-Руси» (в 10 томах), «История украинской литературы» (в 5 томах), обстоятельных исследований по истории Украины, литературы, этнографии, фольклора, социологии и др. которые получили высокую оценку у учёных всего мира.
Предмет гордости собрания — оригиналы изданий Михаила Грушевского, его фотографии, письма учёного, личные вещи; фото его жены — Марии Сильвестровны Вояковской, её книги, переводы, статьи, эпистолярий; фотографии и рукописи Екатерины Грушевской, дочери — талантливой учёной-исследовательницы; вещи быта, мебель, личные вещи семьи Грушевских; художественные полотна; фото и материалы семьи Грушевских, издание «Записок Научного Общества им. Т.Шевченко», «Литературно-Научного Вестника»; книги; периодика (1900-1940 гг.); первоиздания классиков украинской литературы, современников Михаила Грушевского; подборка аутентичных материалов Первой мировой войны, периода украинской революции и Центральной Рады.

## Работа музея
Музей проводит экспозиционную, научно-исследовательскую, выставочную, просветительскую, рекламно-издательскую работу.
Гостями музея были: первые должностные лица государства, правительственные делегации, деятели науки, культуры, искусства, музейного дела, наши соотечественники из Украины, ближнего и дальнего зарубежья.
15 мая 1999 года музей посетили Президенты стран Центральной и Восточной Европы, участники саммита во Львове. На территории музея цветёт президентский сад, высажен 9-ю Президентами.
В музее имеются конференц и выставочный залы, где проводятся научные конференции, чтения, лектории, круглые столы, вечера — встречи, презентации, выставки и тому подобное.

## Контакты
Адрес: г. Львов, ул. И. Франко, 154

Как добраться: маршрутное таксы № 65 (конечная остановка), трамвай №& 4 (до остановки «Львовэнерго»)

Часы работы: с 10.00 до 17.00, кроме вторника